# لیانا میراشنیچنکا
لیانا میراشنیچنکا (انگلیسی: Liana Mirashnichenka؛ زادهٔ ۱۵ دسامبر ۱۹۸۸) بازیکن فوتبال اهل بلاروس است.
وی همچنین در تیم ملی فوتبال Belarus بازی کرده‌است.